# Tonalité et orchestration
En musique classique, la composition d'une partition confiée à un orchestre repose sur un équilibre entre tonalité et orchestration. Les tonalités accessibles à un compositeur présentent des difficultés plus ou moins grandes, lors de la lecture de l'ouvrage ou pour son étude en réduction pour piano, mais un grand nombre de dièses ou de bémols à la clef modifie considérablement la sonorité des instruments à cordes, et celle de l'orchestre en général.
Dans son Traité d'instrumentation et d'orchestration de 1843, Hector Berlioz dresse un tableau complet des possibilités offertes par les tonalités classiques, en précisant leur degré de difficulté mais aussi le caractère de l'orchestre qui peut leur être associé. Les progrès des musiciens d'orchestre et le perfectionnement de la plupart des instruments ont conduit Charles Koechlin à renouveler ce classement dans son Traité de l'orchestration, en 1941. 
Ces deux auteurs ne manquent pas de reconnaître le caractère subjectif de telles associations, et l'importance de l'écriture musicale elle-même, qui peut altérer le caractère tonal d'une œuvre par l'emploi du chromatisme, du langage modal, de la gamme par tons, de l'atonalité et de la polytonalité.

## En théorie
Dans son Traité de l'orchestration, Charles Koechlin rappelle que, « depuis longtemps, les musiciens ont reconnu un caractère propre à chaque tonalité. Et s’ils ne s’accordent pas exactement dans tous les détails, il n’en reste pas moins que sur bien des points ils sont du même avis. Ainsi, personne n’ira soutenir que le ton de La majeur soit plus sombre que celui de Mi mineur, ni même que La mineur soit plus clair que Fa mineur ou que Ré majeur, ».

### Questions de tonalités
Charles Koechlin considère deux raisons pour attribuer un caractère particulier à une tonalité donnée :
1. « La sonorité des instruments à cordes est beaucoup plus brillante avec des tons à dièses (ou même en Ut) qu’avec les tons bémolisés, du fait des résonances harmoniques des cordes à vide de l’instrument ».
2. « Une sorte d’éclairement progressif se manifeste lorsqu'on va vers un plus grand nombre de dièses, alors que le contraire se produit dans la marche inverse, menant à un plus grand nombre de bémols ».
L’oreille obéit aussi à une autre suggestion, qui est le rapport de la tonalité entendue avec la tonalité centrale d’Ut majeur, prise comme point de départ, ce qui se vérifie également dans des œuvres composées pour le clavecin, le piano ou l'orgue.

### Question de diapason
Selon Koechlin, « dans tous les cas, on peut être certain que le caractère des divers tons ne tient pas à leur hauteur absolue : il est déterminé soit par la sonorité des cordes de l’orchestre, soit par le rapport de la tonalité avec celle d’Ut, soit pour ces deux raisons. […] Rameau attribuait au ton de Sol des caractères analogues à ceux discernés par Gevaert. Or, le La du temps de Rameau était de plus d’½ ton au-dessous du La qu’entendait Gevaert ! »

## En pratique
L'exemple des grands maîtres classiques viennois permet de mesurer quel niveau de difficulté un compositeur pouvait imposer aux musiciens d'orchestre, au XVIIIe siècle et jusqu'au milieu du XIXe siècle.

### Haydn
Le plus prolifique des compositeurs de la « première école de Vienne », Joseph Haydn, a composé 106 symphonies. On observe, dans son catalogue, qu'il s'aventure rarement au-delà des tonalités suivantes :
- pour les tonalités diésées :
  - Mi majeur : deux symphonies (no 12 et no 29),
  - Si majeur, exceptionnellement : Symphonie no 46
- pour les tonalités bémolisées :
  - Fa mineur : Symphonie no 49 « La Passion »

### Mozart
Le catalogue des œuvres de Mozart révèle que le compositeur s'est limité à des tonalités « d'exécution aisée » pour ses 41 symphonies.
- pour les tonalités diésées :
  - La majeur : trois symphonies (n°14, K.114, nº21, K.134 et n°29, K.201)
- pour les tonalités bémolisées :
  - Sol mineur : deux symphonies (n°25, K.183 et Symphonie nº40, K.550)
  - Mi majeur : cinq symphonies (no 1, K.16, no 3, K.18, no 19, K.132, no 26, K.184 et la Symphonie concertante pour violon et alto, K.364)

### Beethoven
Le catalogue des œuvres de Beethoven est limité à neuf symphonies. On observe, d'ailleurs, une préférence pour les tons bémolisés — avec une volonté d'explorer, fugitivement, des tonalités plus difficiles.
- pour les tonalités diésées :
  - La majeur : Symphonie nº7, op.92
- pour les tonalités bémolisées :
  - Mi majeur : Troisième symphonie, op.55, « Eroica »
  - Ut mineur : Cinquième symphonie, op.67
  - Si mineur : premières mesures de la Quatrième symphonie, op.60 (généralement désignée comme symphonie en Si majeur)

## Caractère des différentes tonalités

### Hector Berlioz
Berlioz est le premier compositeur à proposer une synthèse du caractère des tonalités possibles pour une œuvre symphonique, en considérant les différentes possibilités de réalisation par les instruments d'orchestre. Dans son Traité d'instrumentation et d'orchestration, Berlioz considère « le timbre des divers tons, pour le violon, en indiquant les plus ou moins grandes facilités d'exécution ».
| Tonalités majeures | Tonalités majeures         | Tonalités majeures                     | Tonalités majeures                    | Tonalités mineures | Tonalités mineures         | Tonalités mineures                   | Tonalités mineures                            |
| Ton                | Armure de clef             | Difficulté                             | Caractère                             | Ton                | Armure de clef             | Difficulté                           | Caractère                                     |
| ------------------ | -------------------------- | -------------------------------------- | ------------------------------------- | ------------------ | -------------------------- | ------------------------------------ | --------------------------------------------- |
| Ut                 |                            | Facile                                 | Grave, mais sourd et terne            | Ut                 |                            | Facile                               | Sombre, peu sonore                            |
| Ut                 |                            | Très difficile                         | Moins terne et plus distingué         | Ut                 |                            | Assez facile                         | Tragique, sonore, distingué                   |
| Ré                 |                            | Difficile, mais moins que le précédent | Majestueux                            | Ré                 | nécessiterait 8 à la clef  | Très difficile                       | Sombre, peu sonore                            |
| Ré                 |                            | Facile                                 | Gai, bruyant, un peu commun           | Ré                 |                            | Facile                               | Lugubre, sonore, un peu commun                |
| Ré                 | nécessiterait 9 à la clef  | À peu près impraticable                | Sourd                                 | Ré                 |                            | À peu près impraticable              | Sourd                                         |
| Mi                 |                            | Facile                                 | Majestueux, assez sonore, doux, grave | Mi                 |                            | Difficile                            | Très terne et très triste                     |
| Mi                 |                            | Peu difficile                          | Brillant, pompeux, noble              | Mi                 |                            | Facile                               | Criard, avec une tendance commune             |
| Fa                 | nécessiterait 8 à la clef  | Impraticable                           |                                       | Fa                 | nécessiterait 11 à la clef | Impraticable                         |                                               |
| Fa                 |                            | Facile                                 | Énergique, vigoureux                  | Fa                 |                            | Un peu difficile                     | Peu sonore, sombre, violent                   |
| Fa                 |                            | Très difficile                         | Brillant, incisif                     | Fa                 |                            | Moins difficile                      | Tragique, sonore, incisif                     |
| Sol                |                            | Très difficile                         | Moins brillant, plus tendre           | Sol                | nécessiterait 9 à la clef  | Impraticable                         |                                               |
| Sol                |                            | Facile                                 | Un peu gai, avec une tendance commune | Sol                |                            | Facile                               | Mélancolique, assez sonore, doux              |
| Sol                | nécessiterait 8 à la clef  | À peu près impraticable                | Sourd, mais noble                     | Sol                |                            | Très difficile                       | Peu sonore, triste, distingué                 |
| La                 |                            | Peu difficile                          | Doux, voilé, très noble               | La                 |                            | Très difficile, presque impraticable | Très sourd, triste, mais noble                |
| La                 |                            | Facile                                 | Brillant, distingué, joyeux           | La                 |                            | Facile                               | Assez sonore, doux, triste, assez noble       |
| La                 | nécessiterait 10 à la clef | Impraticable                           |                                       | La                 |                            | Impraticable                         |                                               |
| Si                 |                            | Facile                                 | Noble mais sans éclat                 | Si                 |                            | Difficile                            | Sombre, sourd, rauque, mais noble             |
| Si                 |                            | Peu difficile                          | Noble, sonore, radieux                | Si                 |                            | Facile                               | Très sonore, sauvage, âpre, sinistre, violent |
| Ut                 |                            | Presque impraticable                   | Noble mais peu sonore                 | Ut                 | nécessiterait 10 à la clef | Impraticable                         |                                               |

### François-Auguste Gevaert
Berlioz accorde une place à des tonalités interdites, telles que « Ré majeur » et « Fa majeur »… Dans son Nouveau traité d'instrumentation, Gevaert se limite aux caractères des tonalités majeures.
| Tonalités majeures | Tonalités majeures | Tonalités majeures | Tonalités majeures           |
| Ton                | Armure de clef     | Difficulté         | Caractère                    |
| ------------------ | ------------------ | ------------------ | ---------------------------- |
| Ut                 |                    | Facile             | Ferme, décidé                |
| Ré                 |                    | Difficile          | Grave, austère, tendre aussi |
| Ré                 |                    | Facile             | brillant, bruyant            |
| Mi                 |                    | Facile             | Majestueux, puissant         |
| Mi                 |                    | Assez facile       | Éclatant, tendre             |
| Fa                 |                    | Facile             | Tranquille, intime           |
| Fa                 |                    | Très difficile     | Dur                          |
| Sol                |                    | Très difficile     | Sombre                       |
| Sol                |                    | Facile             | Gai, léger                   |
| La                 |                    | Peu difficile      | Grave, mystérieux            |
| La                 |                    | Facile             | Lumineux, joyeux             |
| Si                 |                    | Facile             | Distingué, riche             |
| Si                 |                    | Assez difficile    | Étincelant, violent          |

### Charles Koechlin
Dans son Traité de l'orchestration, Charles Koechlin se limite, comme Gevaert, aux tonalités illustrées par les « grands maîtres » classiques et romantiques, en proposant une synthèse pour les gammes majeures et mineures.
| Tonalités majeures | Tonalités majeures        | Tonalités majeures                              | Tonalités majeures                                                                     | Tonalités mineures | Tonalités mineures        | Tonalités mineures | Tonalités mineures                                                    |
| Ton                | Armure de clef            | Difficulté                                      | Caractère                                                                              | Ton                | Armure de clef            | Difficulté         | Caractère                                                             |
| ------------------ | ------------------------- | ----------------------------------------------- | -------------------------------------------------------------------------------------- | ------------------ | ------------------------- | ------------------ | --------------------------------------------------------------------- |
| Ut                 |                           | Facile                                          | Ferme, décidé, bien assis, avec l’équilibre et le définitif de la force souveraine     | Ut                 |                           | Assez difficile    | Pathétique, mais actif et énergique dans la révolte, sombre néanmoins |
| Ut                 |                           | Très difficile                                  |                                                                                        | Ut                 |                           | Assez facile       | Puissant, actif, nullement découragé                                  |
| Ré                 |                           | Difficile                                       | Grave, tendre, profond                                                                 | Ré                 | nécessiterait 8 à la clef | Inusité            |                                                                       |
| Ré                 |                           | Facile, et bien sonore                          | Clair, brillant                                                                        | Ré                 |                           | Facile             | Pathétique, impétueux, colère parfois                                 |
| Mi                 |                           | Assez difficile                                 | Majestueux, puissant.                                                                  | Mi                 |                           | Difficile          | Éteint, sombre, le ton des fantômes dans la nuit                      |
| Mi                 |                           | Encore assez facile                             | Lumineux, éclatant.                                                                    | Mi                 |                           | Facile             | Assez clair, sans tristesse et non dénué d’espoir, féerique parfois   |
| Fa                 |                           | Facile                                          | Tranquille, intime, pastoral                                                           | Fa                 |                           | Un peu difficile   | Dramatique, sombre                                                    |
| Fa                 |                           | Très difficile                                  | Qualifié de dur par Gevaert, mais très clair.                                          | Fa                 |                           | Facile             | Clair, légendaire, nocturne, féerique                                 |
| Sol                |                           | Difficile                                       | Sans aucun éclat, très doux, intime, nocturne et profond                               | Sol                | nécessiterait 9 à la clef | Inusité            |                                                                       |
| Sol                |                           | Facile, et bien sonore                          | Gai, léger, pastoral.                                                                  | Sol                |                           | Assez facile       | Pathétique, expressif, plus sombre que Ré mineur                      |
| Sol                | nécessiterait 8 à la clef | Inusité                                         |                                                                                        | Sol                |                           | Assez difficile    |                                                                       |
| La                 |                           | Difficile, et surtout très sourd                | Grave, tendre, mystérieux, peu sonore aux instruments à cordes.                        | La                 |                           | Très peu employé   | Très éteint, expressif et doux                                        |
| La                 |                           | Facile, et bien sonore                          | Lumineux, joyeux                                                                       | La                 |                           | Facile             | Clair, populaire, naïf, serein, avec un pathétique tempéré            |
| Si                 |                           | Facile                                          | Expressif, et plus romantique que lumineux                                             | Si                 |                           | Difficile          | Sombre, expressif, douloureux                                         |
| Si                 |                           | Assez difficile, mais quand même très abordable | Étincelant ; au besoin, violent, victorieux ; parfois seulement très clair et féerique | Si                 |                           | Facile             | Expressif, mais avec espoir                                           |

## Transposition et orchestration
L'orchestration d'une pièce composée pour le piano peut se révéler difficile pour l'orchestre si l'on retient la tonalité d'origine. Sur ce point, Hector Berlioz montre l'exemple en transposant l'Invitation à la danse de Weber un demi-ton plus haut pour réaliser son orchestration, en 1841, faisant de la valse pour piano en ré bémol majeur un rondo symphonique en ré majeur sous le titre l'Invitation à la valse. 
Rimski-Korsakov appliqua une transposition semblable à l'une de ses propres œuvres, sa Première symphonie op.1, composée entre 1861 et 1865, et créée le 19 décembre 1865. Dans ses Chroniques de ma vie musicale, le compositeur revient sur cette expérience : « Sur l'insistance de Balakirev, je me remis à ma symphonie et composai le trio manquant du scherzo. Toujours sur son conseil, je la réorchestrai entièrement et la recopiai au propre […] Mais Dieu que cette partition était horrible ! J'avais grappillé certaines choses d'un assez haut niveau, mais je ne connaissais pas l'alphabet. Néanmoins cette Symphonie en mi bémol mineur existait et fut mise au programme ».
Considérant cette tonalité comme une erreur due à son manque d'expérience, Rimski-Korsakov remania la partition en 1884 et la transposa en mi mineur, tonalité infiniment plus favorable, comme il apparut lors de la création de cette version définitive, le 4 décembre 1885.

## Exemples d'œuvres classiques par tonalités
Charles Koechlin ne manque pas de rappeler que « chacun de ces tons n’a pas qu’un seul caractère, mais plusieurs, selon les cas. Cela dépend beaucoup de la phrase ainsi que des harmonies. Toutefois, ces divers caractères accessoires doivent s’accorder au caractère principal dont ils dépendent, et qui est par exemple : La, lumineux, Mi, éclatant, etc. »

### Tonalités majeures
- Ut majeur :
  - Missa Salisburgensis de Heinrich Biber,
  - Symphonie « Jupiter » de Mozart,
  - Final du Prométhée de Gabriel Fauré,
  - Symphonie de Paul Dukas,
  - Troisième et Septième symphonie de Jean Sibelius,
- Ut majeur : 
  - Ondine de Maurice Ravel (orchestré par Marius Constant),
  - « Soleil vespéral », 2d mouvement du Diptyque méditerranéen de Vincent d'Indy,
- Ré majeur : 
  - Prélude à l'après-midi d'un faune de Claude Debussy,
  - Concerto pour piano nº1 de Serge Prokofiev,
- Ré majeur : 
  - Ouverture des Noces de Figaro de Mozart,
  - Première et Neuvième symphonie de Mahler,
  - Deuxième symphonie de Sibelius,
- Mi majeur : 
  - Symphonie nº39 de Mozart,
  - Symphonie héroïque de Beethoven,
  - Concerto pour piano (posthume) de Balakirev,
  - Huitième symphonie de Mahler,
  - Cinquième symphonie de Sibelius,
- Mi majeur : 
  - Ouverture du Songe d'une nuit d'été de Mendelssohn,
  - Quatrième symphonie d'Étienne-Nicolas Méhul,
  - Septième symphonie de Franz Schubert,
  - Septième symphonie d'Anton Bruckner,
  - Première symphonie d'Alexandre Glazounov,
- Fa majeur : 
  - Symphonie pastorale et Huitième symphonie de Beethoven,
  - España d'Emmanuel Chabrier,
  - Suite en fa, op.33  d'Albert Roussel
- Fa majeur : 
  - Absence, 4e mélodie des Nuits d'été de Berlioz,
  - Entr'acte de Fervaal de Vincent d'Indy,
  - Symphonie d'Erich Wolfgang Korngold,
  - Dixième Symphonie (inachevée) de Mahler
- Sol majeur : 
  - Impromptu n°3, op.90, D.899 de Franz Schubert (orchestré par Charles Koechlin),
- Sol majeur : 
  - Symphonie nº 94, « la surprise » de Haydn,
  - Ouverture de Mireille de Charles Gounod,
  - Huitième symphonie d'Antonín Dvořák,
  - Quatrième symphonie de Gustav Mahler,
  - Concerto en Sol de Maurice Ravel,
- La majeur : 
  - Première symphonie d'Edward Elgar,
  - Finlandia de Jean Sibelius
- La majeur : 
  - Septième symphonie de Beethoven,
- Si majeur : 
  - Première symphonie de Robert Schumann,
  - Quatrième symphonie de Beethoven,
- Si majeur : 
  - Finale (Serment) de Roméo et Juliette de Berlioz,
  - Deuxième symphonie de Chostakovitch
  - « L'appel aux clans » de Fervaal de Vincent d'Indy
  - Tintagel, poème symphonique d'Arnold Bax

### Tonalités mineures
- Ut mineur : 
  - Cinquième symphonie de Beethoven,
  - Première symphonie de Johannes Brahms,
  - Deuxième symphonie, « Résurrection » de Mahler,
- Ut mineur : 
  - Thème et variations de Fauré,
  - Cinquième symphonie de Mahler,
  - Quatrième symphonie de Magnard,
- Ré mineur : 
  - 1er mouvement de la Symphonie avec chœurs de Beethoven,
  - Libera me du Requiem de Fauré,
  - Troisième symphonie de Mahler,
  - Sixième symphonie et le Concerto pour violon de Sibelius,
- Mi mineur : 
  - Vers la voute étoilée de Charles Koechlin,
  - Sixième symphonie de Prokofiev,
- Mi mineur : 
  - Quatrième symphonie de Brahms,
  - Première symphonie de Sibelius,
  - Neuvième symphonie "du Nouveau Monde" de Dvořák
- Fa mineur : 
  - Première symphonie de Dmitri Chostakovitch,
  - Quatrième symphonie de Ralph Vaughan Williams
  - Troisième Symphonie "Irlandaise" de Charles Villiers Stanford
- Fa mineur : 
  - Symphonie n°45 de Haydn,
  - Deuxième symphonie de Glazounov,
  - Vers la plage lointaine, « Berceuse phoque » du Livre de la jungle de Charles Koechlin,
  - Pavane de Gabriel Fauré
- Sol mineur : 
  - Symphonie nº25 et Symphonie nº40 de Mozart,
  - 2d concerto pour piano et la Danse macabre de Camille Saint-Saëns,
  - Troisième symphonie d'Albert Roussel,
  - Symphonie nº14 de Chostakovitch,
- La mineur : 
  - Concerto pour deux pianos et orchestre, op. 88a de Max Bruch,
  - Andante du Concerto pour cor no 1 op. 11 de Richard Strauss,
  - Andante du Concerto pour piano de Jeanne Herscher-Clément,
- La mineur : 
  - Allegretto de la Septième symphonie de Beethoven,
  - Concerto pour piano de Robert Schumann,
  - Sixième symphonie de Mahler,
  - Quatrième Symphonie de Sibelius,
  - L'Île des Morts de Rachmaninov
- Si mineur : 
  - 1er concerto pour piano de Tchaïkovski,
  - Troisième symphonie de Magnard,
  - Symphonie nº13 de Chostakovitch,
- Si mineur : 
  - Messe en Si de Jean-Sébastien Bach.
  - Sixième symphonie "Pathétique" de Tchaïkovski

## Modes et tonalités
Pour Charles Koechlin, « il serait trop long d’entrer dans le détail des caractères que présentent les différentes tonalités avec les modes grégoriens. Mais nous avertissons le jeune musicien d’y prendre garde et de savoir apprécier les nombreuses richesses que lui peuvent fournir ces admirables modes anciens ».

### Traités d'orchestration
- Hector Berlioz, Traité d'instrumentation et d'orchestration, Paris, Éditions Henry Lemoine, 1843, réed.1993,
- Charles Koechlin, Traité de l'orchestration, Paris, Éditions Max Eschig, 1954 (BNF 39725857),

### Monographies
- Henry Barraud, Hector Berlioz, Paris, Fayard, 1989, 506 p. (ISBN 978-2-213-02415-8),
- Nikolaï Rimski-Korsakov, Chronique de ma vie musicale, Paris, Fayard, 2008, 454 p. (ISBN 978-2-213-63546-0), traduit, présenté et annoté par André Lischke.